# خوان فرنسيسكو هرنانديز
خوان فرنسيسكو هرنانديز (بالإسبانية: Juan Francisco Hernández)‏ (24 يونيو 1978 في بيرو - ) هو لاعب كرة قدم بيروفي في مركز قلب الدفاع. شارك مع منتخب بيرو لكرة القدم. أما مع النوادي، فقد لعب مع أليانزا ليما وخوان أوريتش وسيينسيانو واتحاد هوارال وBella Esperanza ‏ وAlianza Atlético ‏ وDeportivo Coopsol ‏ ونادي ميلغار أريكيبا وCobresol ‏ وسيزار فاليجو ‏ وسبورت بويز وUnión Minas ‏.

## وصلات خارجية
- خوان فرنسيسكو هرنانديز على موقع قاعدة بيانات كرة القدم.إي يو (الإنجليزية)
- خوان فرنسيسكو هرنانديز على موقع ناشيونال فوتبول تيمز (الإنجليزية)